# Турин, Натан Маркович
Натан Маркович Турин (27.06.1917 — 06.06.1969) — советский инженер-строитель и архитектор, лауреат Государственной премии СССР 1969 года, присуждённой посмертно. Член КПСС с 1948 года.
Родился в г. Ромны Сумской губернии.
Окончил Харьковский инженерно-строительный институт (1941).
В 1941—1960 годах работал в различных организациях на инженерных должностях, в том числе главным инженером строительного управления треста «Узбекпромстрой» и главным инженером треста «Узбекпромстрой».
С 1960 года в Государственном комитете по монтажным и специальным строительным работам СССР, с 1964 г. — заместитель начальника Главспецпромстроя.
Соавтор книги:
- Останкинская телевизионная башня [Текст]. — [Москва] : Стройиздат, [1972]. — 215 с. : ил.; 22 см.

Лауреат Государственной премии 1969 года, присуждённой посмертно (в составе коллектива — за возведение телевизионной башни высотой 533 м в Останкино).
Награждён орденами и медалями.